# Анагенеза
Анагенеза (филетичка промена) је тип еволуционе промене, која подразумева промене у учесталостима алела у популацијама, а не догађај гранања (кладогенеза). Када довољан број мутација буде фиксиран у иницијалној популацији, може се описивати нова врста, тј. може се говорити о специјацији. Кључно за специјацију анагенезом је да се читава популација променила, тј да се предачка сматра изумрлом — услед чега један од основних критеријума за биолошко одређење врсте (репродуктивна изолација) није могуће верификовати. Анагенеза се може сматрати филетичком (градуалном) еволуцијом.
Термин анагенеза увео је у биологију Хајат 1866. године, означавајући почетне стадијуме развоја виших таксономских категорија живог света. Ренш је 1947. анагенезом означава појаву нових органа и усавршавање структурних типова током еволуције већих систематских група организама.